# Дамкулакада
Дамкулакада (дарг. Дамкьулакъада) — село в Левашинском районе Дагестана. Входит в состав сельского поселения Сельсовет Аялакабский.

## География
Расположено в 12 км к востоку от районного центра села Леваши, на реке Какаозень.

## Население
| 1926 | 1970 | 1989 | 2002 | 2010 | 2021 |
| ---- | ---- | ---- | ---- | ---- | ---- |
| 97   | ↗100 | ↘37  | ↗57  | ↘49  | ↗97  |